# Sagobygdens musik- & berättarfestival

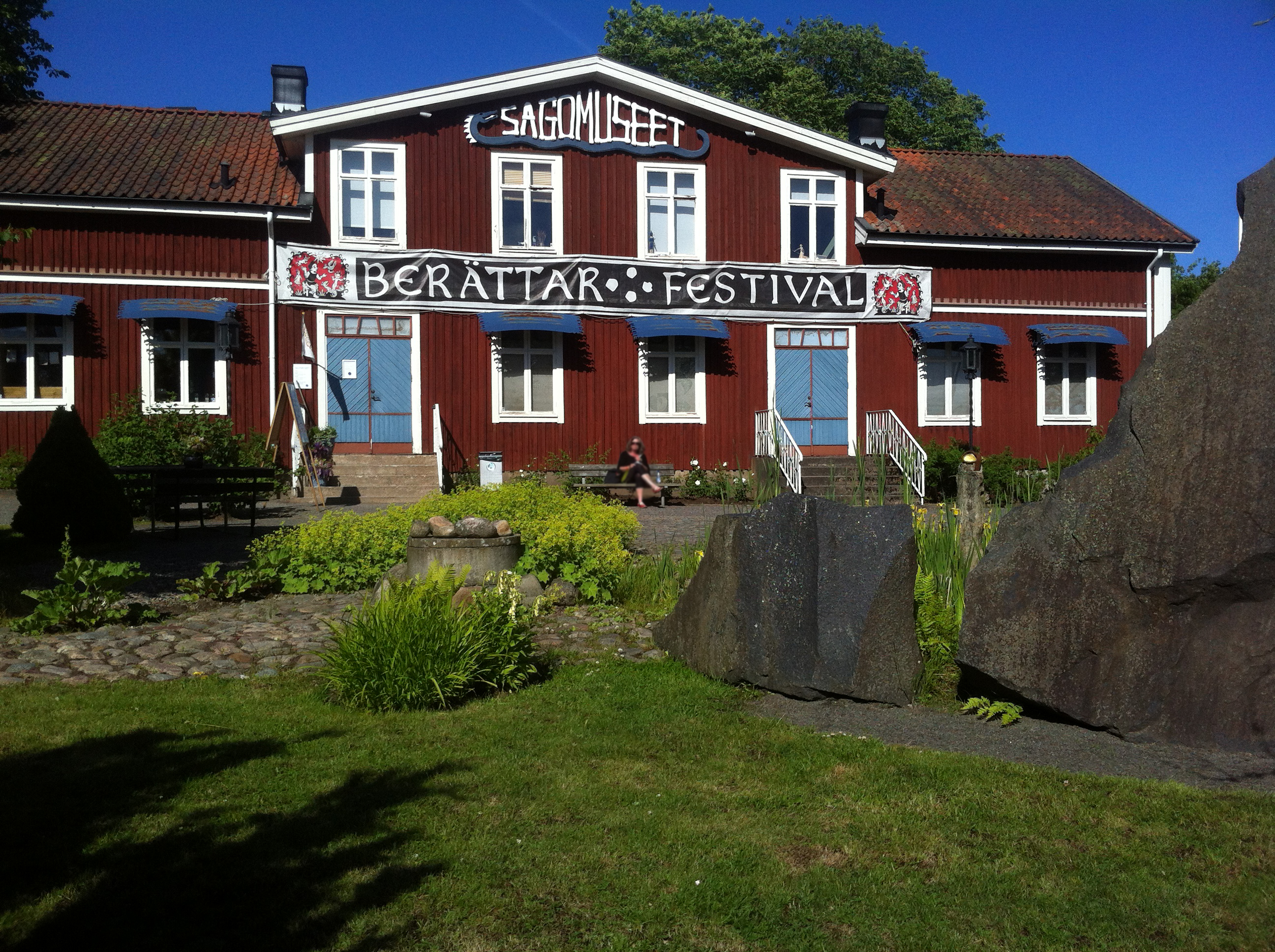
Ljungby berättarfestival arrangeras av Berättarnätet Kronoberg och Sagomuseet (på bild).

Sagobygdens musik- & berättarfestival, tidigare Ljungby berättarfestival, är en årlig festival i Ljungby där ett 50-tal berättare från olika länder medverkar i ett 70-tal föreställningar, kurser, seminarier, vandringar och utflykter. Festivalen har funnits sedan 1990 och arrangeras av Berättarnätet Kronoberg.